# جان فنسان
جين فينسينت (بالفرنسية: Jean Vincent)‏، من مواليد 29 نوفمبر 1930، وهو لاعب كرة قدم فرنسي سابق، ومدرب كرة قدم.
بدأ فينسينت مسيرته الكروية مع نادي ليل في عام 1950، وقد لعب معهم حتى عام 1956، وفي عام 1956 انتقل إلى نادي رين ولعب معهم حتى عام 1964.
و قد لعب مع منتخب فرنسا لكرة القدم 46 مباراة دولية وسجل 22 هدف، وقد شارك في كأس العالم لكرة القدم 1954 وكأس العالم لكرة القدم 1958 وكأس الأمم الأوروبية لكرة القدم 1960.
توفي في 13 أغسطس 2013.

## روابط خارجية
- جان فنسان على موقع الاتحاد الأوربي (الإنجليزية)
- جان فنسان على موقع قاعدة بيانات كرة القدم.إي يو (الإنجليزية)
- جان فنسان على موقع ناشيونال فوتبول تيمز (الإنجليزية)